# Otto Hultberg
Pour les articles homonymes, voir Hultberg.
Otto Hultberg, né le 14 novembre 1877 à Kågeröd (Suède) et mort le 24 novembre 1954 à Göteborg (Suède), est un tireur sportif suédois.

## Palmarès
- Jeux olympiques d'été de 1924 à Paris :
  -  Médaille d'argent au tir au cerf courant coup simple à 100 m par équipes.